# Fatsia
Fatsia es un pequeño género de tres especies de árboles perennes nativos del sur de Japón y Taiwán. Tienen grandes hojas palmeadas y lobuladas de 20-50 cm de ancho, sobre un peciolo de hasta 50 cm de longitud, sus flores son pequeñas de color crema agrupadas en densas umbelas terminales que se producen al final del verano o principio de invierno, seguidos por pequeños frutos negros. 

## Taxonomía
El género fue descrito por Joseph Decaisne & Jules Émile Planchon y publicado en Revue Horticole, 3: 105, 1854. La especie tipo es: Fatsia japonica

## Especies

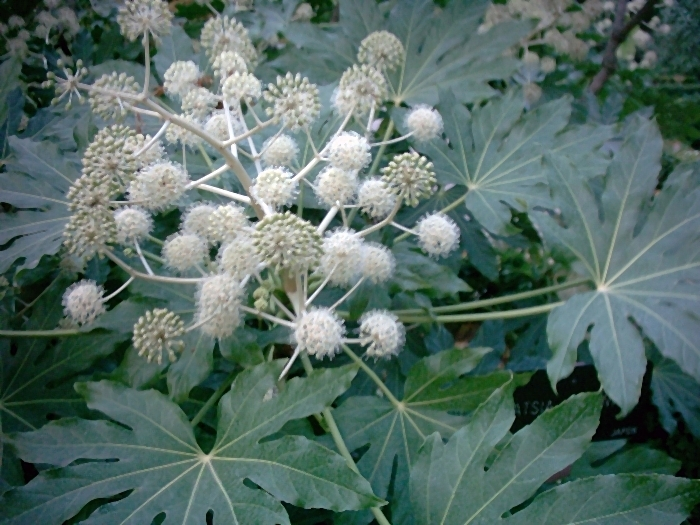
Fatsia japonica
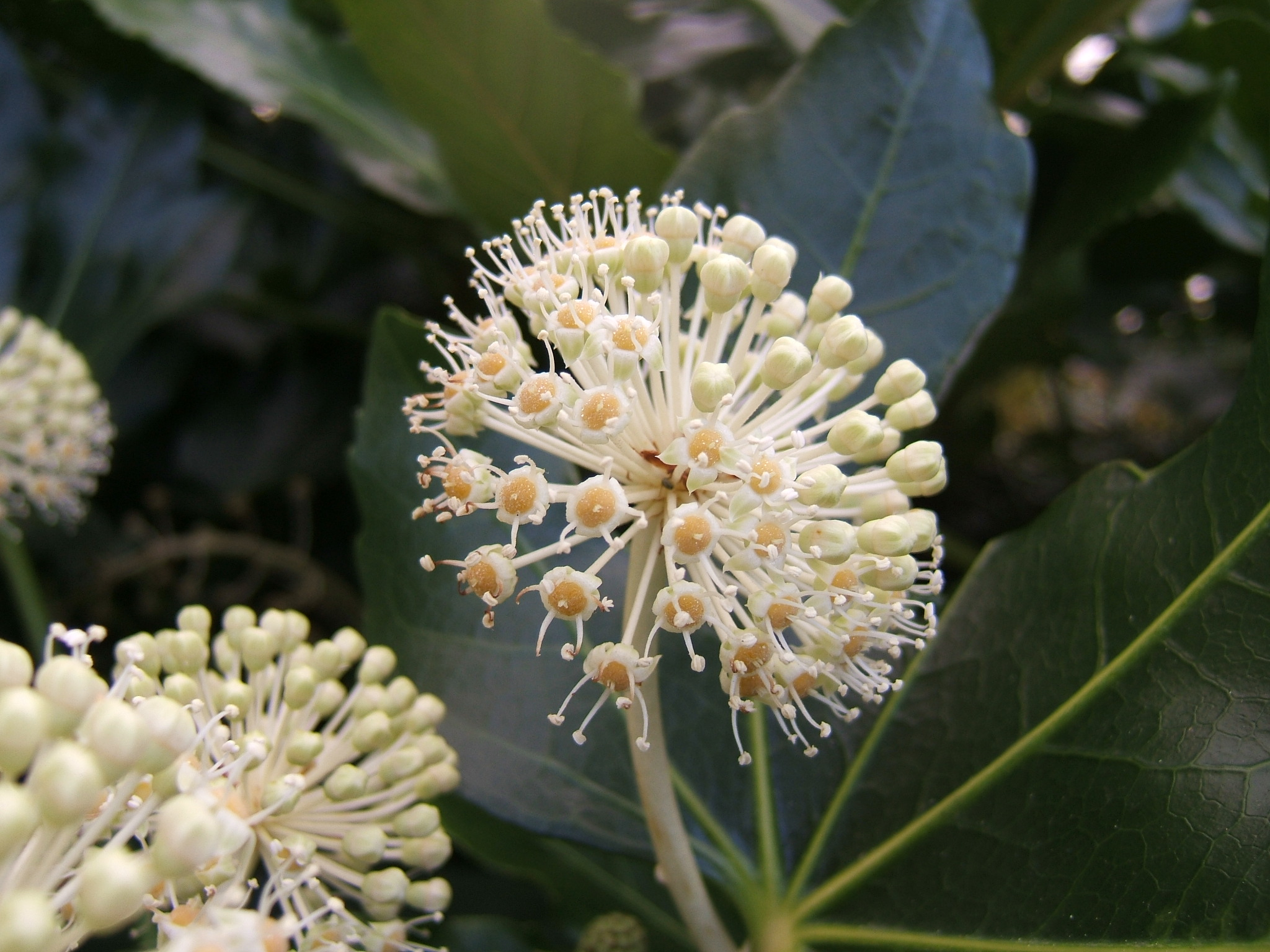
Fatsia oligocarpella
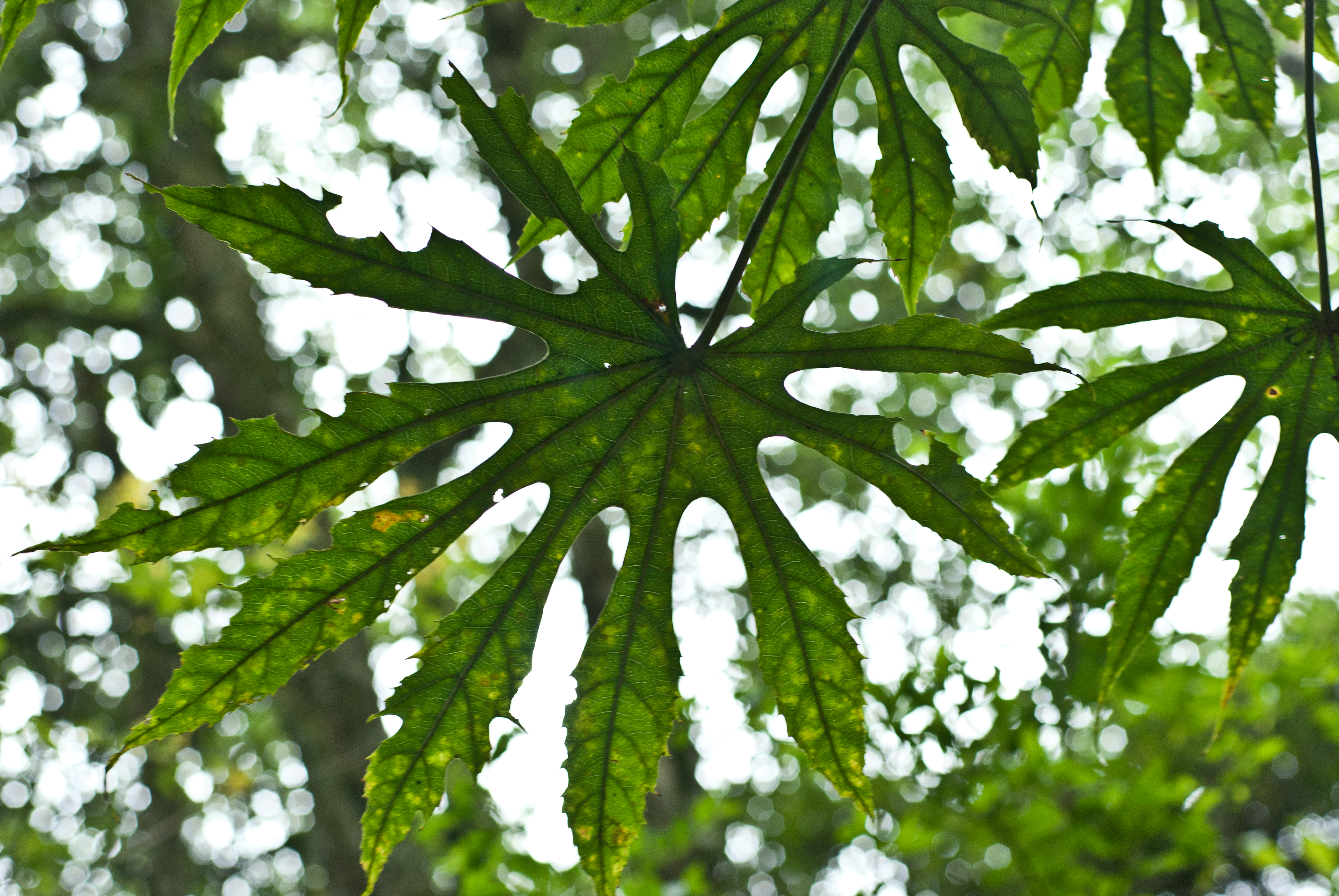
Fatsia polycarpa

- Fatsia japonica
- Fatsia japonica
- Fatsia polycarpa